# 태화식품
태화식품공업 주식회사(Tea Hwa Food)는 경상남도 양산시 산막공단로에 위치한 식품 전문 제조업 기업으로, 1945년에 설립하였다.